# Ehemalige Ritterschule (Thundorf in Unterfranken)

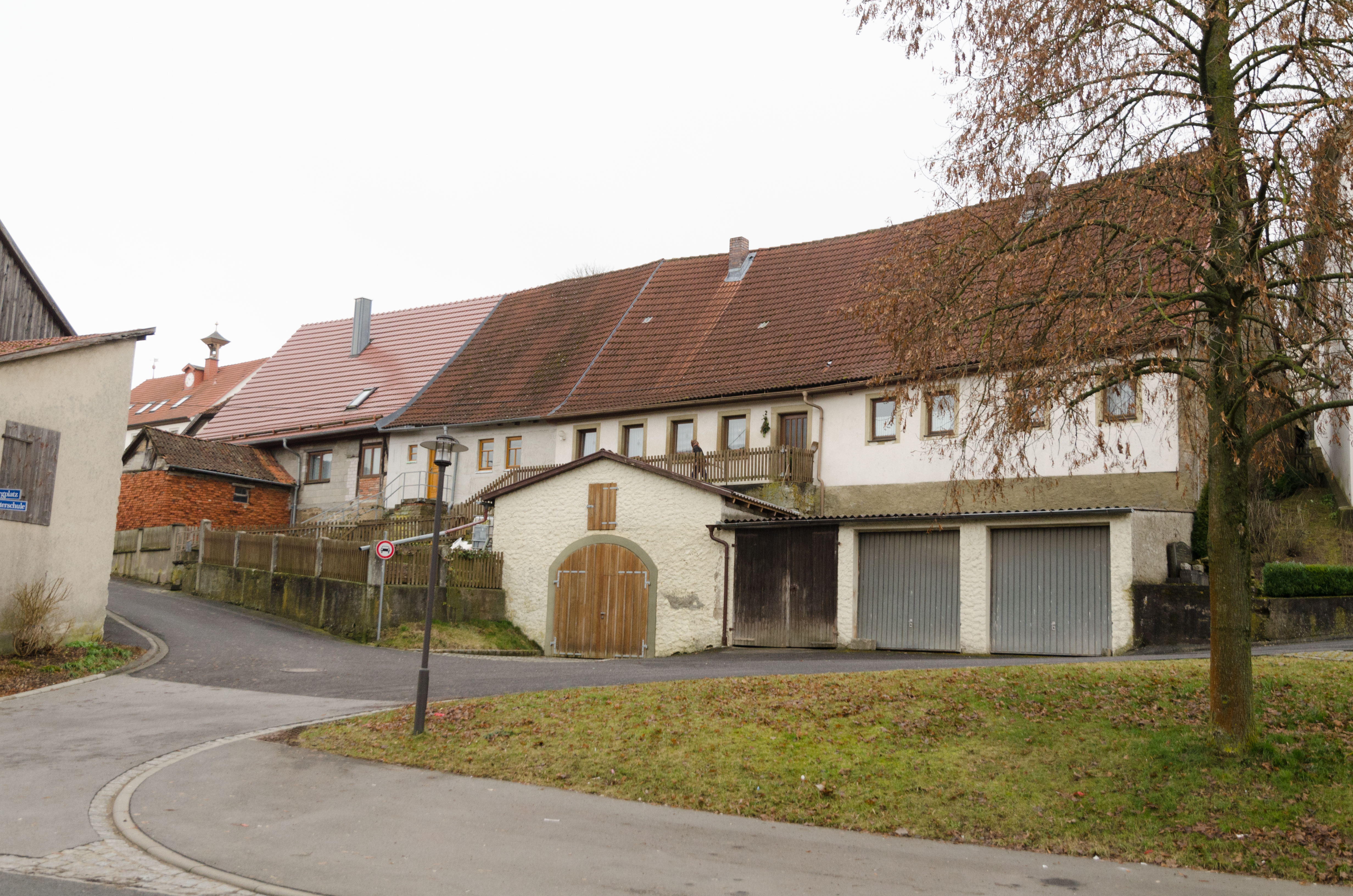
Ehemalige Ritterschule von Thundorf in Unterfranken

Die ehemalige Ritterschule der bayerischen Gemeinde Thundorf in Unterfranken im Landkreis Bad Kissingen befindet sich an der heutigen Adresse Am Kirchberg 2; An der Ritterschule 2; An der Ritterschule 4 in Thundorf in Unterfranken. Das Anwesen gehört zu den Thundorfer Baudenkmälern und ist unter der Nummer D-6-72-157-41 in der Bayerischen Denkmalliste registriert.

## Baubeschreibung
Bei dem Anwesen handelt es sich um einen langgestreckter Satteldachbau aus Sandstein über einem tonnengewölbten Keller. Das Anwesen verfügt über Fachwerk sowie im westlichen Teil über Hau- beziehungsweise Bruchsteinmauerwerk. Hinter dem westlichen Steinmauerwerk befindet sich eine zweite, aus Fachwerk gebaute Wand, so dass die Steinmauer wahrscheinlich als Wetterschutz errichtet wurde.
An dem Anwesen wurde im Lauf der Zeit mehrfach gebaut. Von wann es in seiner aktuellen Form stammt, ist unbekannt, doch deutet das vorhandene Fachwerk auf die Zeit um 1800 hin. Der letzte größere Umbau des Anwesens fand im Jahr 1922 statt. Zu dieser Zeit befand sich am Standort des 6 Meter vorstehenden Kelleriengangs mit flachem Satteldach ein Fachwerkanbau für den Gebäudeteil An der Ritterschule 2; dieser Anbau musste jedoch wegen Baufälligkeit abgerissen werden.
Auf dem Dach des Anwesens sind ganzflächig Hohlpfannen angebracht. Auf der einen Seite des Daches (dem „Kirchberg“ zugewandt) befinden sich fünf, auf der Straßenseite drei Schleppgauben.
Über die gesamte Länge des Gebäudekomplexes befindet sich unter dem Anwesen ein Keller. Dieser besteht aus zwei kleinerem und einem größeren Kellergewölbe, die vermutlich aus der Zeit stammen, als das Anwesen der Familie zu Schaumberg gehörte. Im Zweiten Weltkrieg war der Einsatz des großen Gewölbes des Kellers als Luftschutzkeller geplant; angeblich wurde auch mit dem Bau eines Verbindungsganges zwischen großem Gewölbe und einem Nachbargebäude begonnen.

## Geschichte
Die direkt neben der heutigen evangelischen Kirche des Ortes befindliche, ehemalige Ritterschule wurde im Jahr 1528 von Silvester von Schaumberg, Amtmann zu Münnerstadt, gestiftet. Forscher F. Kipp bezweifelt, dass im Pfarrbuch angegebene Jahr 1520, da man zu Schulgründungen zur Verbreitung der protestantischen Lehre erst nach der Reformation schritt, nachdem Martin Luthers Schrift An die Ratsherren aller Städte deutschen Landes, daß sie christliche Schulen aufrichten und halten sollen erschienen war.
In dieser Funktion wurde sie auch als Studienschule, Adelsschule oder adeliges Gymnasium bezeichnet. Der Schulbetrieb löste sich in den Wirren des Dreißigjährigen Krieges auf. Im Jahr 1676 ging der Besitz der Familie Schaumberg an die Familie Rosenberg; von da wurde auch die Ritterschule nicht mehr erwähnt.
Das Anwesen besteht seit der Straßenneubenennung von 1974 aus folgenden Adressen:
- Am Kirchberg 2 (vorher: Nr. 61).

- An der Ritterschule 2 (vorher: Nr. 63). Dieser Teil des Anwesens wurde nach Auflösung der Ritterschule zunächst (bis 1680) als Vogtei genutzt. Von 1680 bis 1847 war hier das evangelische Pfarrhaus untergebracht.[3] Während der Nutzung als Pfarrhaus wurde das Gebäude über einen kurzen Verbindungsweg mit der Kirche verbunden; im Bruchsteinmauerwerk der Fassade des ehemaligen Pfarrhauses sind noch die Sandsteingewände der inzwischen zugemauerten Tür und der Fenster zu erkennen. Die drei noch erhaltenen spätgotischen Kielbogenfensterchen mit profilierten Gewänden und flachen volutenähnlichen Verzierungen an der Giebelseite lassen vermuten, dass die Giebelseite des Hauses noch aus der Zeit der Ritterschule stammt.

- An der Ritterschule 4 (vorher: Nr. 61c). Dieser Teil des Anwesens ging in den Besitz des Freistaats Bayern über, nachdem die Besitzerin verstorben war und ihre Hinterbliebenen das Erbe wegen Baufälligkeit des Anwesens ausschlugen.

Die Gebäudeteile Am Kirchberg 2 und An der Ritterschule 4 bilden den hinteren Teil des Anwesens. In dieser Kombination wurden sie bis zum Jahr 1688 von Juden bewohnt; in diesem Jahr wurde hier eine katholische Schule eingerichtet. Nach dem Bau eines neuen Schulhauses im Jahr 1691 wurden hier wieder Wohnungen für jüdische Familien eingerichtet. Sie wurden im Jahr 1811 von der jüdischen Gemeinde aufgekauft (im Jahr 1848 folgte der Kauf des heutigen Gebäudeteils An der Ritterschule 2). Im heutigen Gebäudeteil Am Kirchberg 2 wurde vorübergehend eine Synagoge eingerichtet. Um das Jahr 1880 verließen die letzten Juden den Ort. Die Gebäudeteile dienen inzwischen als Wohnhäuser.